# ماري إليزابيث جيبس
ماري إليزابيث جيبس (بالإنجليزية: Mary Elizabeth Gibbs)‏ هي ربة منزل نيوزيلندية، ولدت في 10 يناير 1836، وتوفيت في 21 أكتوبر 1920.